# (36395) 2000 OS42
2000 OS42 (asteroide 36395) é um asteroide da cintura principal. Possui uma excentricidade de 0.19658730 e uma inclinação de 4.28388º.
Este asteroide foi descoberto no dia 30 de julho de 2000 por LINEAR em Socorro.